# Ignacio Rodríguez Guerrero
Ignacio Rodríguez Guerrero (San Juan de Pasto, 13 de octubre de 1909-Santiago de Cali, 24 de julio de 1983) fue un rector universitario, escritor, historiador, y humanista de Colombia.

## Biografía
Realizó sus estudios primarios en la Normal Superior de Pasto, sus estudios secundarios en el Colegio San Francisco Javier y sus estudios profesionales en la Universidad de Nariño. Obtuvo el grado honoris causa en Derecho y Ciencias Sociales de esta Universidad. Especializado en Humanidades Clásicas, Derecho Público Interno y Externo, además de ser honoris causa de la Universidad Externado de Colombia.
Ganó la Cruz de Boyacá y fue el único colombiano hasta la fecha miembro de la Real Academia Española. Diseñador de las banderas de Pasto y Nariño y del lema de la Universidad de Nariño (Tantum possumus quantum scimus), blazón e insignias del Colegio de Abogados de Nariño.
Sus cargos ejercidos fueron: Alcalde de Pasto, en dos ocasiones en 1934 y 1945; Secretario general de la Universidad de Nariño, en 1935; Director de Educación Pública de Nariño; Secretario de gobierno del Departamento de Nariño, entre 1942 y 1944; Adjunto Cultural de la Embajada de Colombia en Quito, en 1946; Cónsul general de Colombia en Le Havre, Francia, en 1948; Rector titular de la Universidad de Nariño; Secretario de hacienda del departamento de Nariño, en 1947; Presidente del Consejo Municipal de Pasto; Consiliario de la Universidad de Nariño; Diputado a la Asamblea Nacional Constituyente; Presidente de la Academia Nariñense de Historia, durante varios periodos hasta su muerte; Docente de Historia General y de Literatura Universal, Española y Colombiana en el Liceo de la Universidad de Nariño.
Docente universitario de la Universidad de Nariño en las siguientes asignaturas: Geografía Comercial en la Facultad de Economía; Literatura y Redacción Castellana en la Facultad de Matemáticas e Ingeniería; Historia Económica y Política de Colombia, Sociología General y Americana, Derecho Español e Indiano y Derecho Constitucional General, Derecho Constitucional Colombiano, Derecho Internacional General y Americano en la Facultad de Derecho y en la Facultad de Humanidades.
Docente universitario de la Universidad Mariana en Literatura Contemporánea.

### Del autor
- Tipos delincuentes del Quijote, prólogo de Carlos López Narváez, ASIN B00180QECY;[4]
- Tipos femeninos del Quijote;
- Tipos vulgares del Quijote;
- Por los campos de Montiel.

### Sobre el autor
- Memorias: Cátedra «Ignacio Rodríguez Guerrero» (2007). Pasto: Universidad de Nariño. 159 p.
- Personajes importantes en la historia de la Universidad de Nariño (2006). Pasto: Grupo de investigación «Universidad de Nariño: Historia, Educación y Desarrollo».